# Emissary (Star Trek: Deep Space Nine)
"Emissary" és l'episodi d’estrena de la de la sèrie de televisió de ciència-ficció estatunidenca Star Trek: Deep Space Nine. Es va emetre com un únic episodi de dues hores en la seva emissió inicial, però es va dividir en dos episodis d'una hora quan es va emetre en reposicions.
Ambientada al segle XXIV, la sèrie segueix les aventures a Espai Profund 9, una estació espacial situada prop del planeta Bajor, mentre els bajorans es recuperen d'una brutal ocupació de dècades per part dels cardassians imperialistes. En aquest episodi d'estrena, el comandant Benjamin Sisko (Avery Brooks) i el seu fill Jake (Cirroc Lofton) arriben amb el personal de la Flota Estel·lar a l'estació poc després que les forces d'ocupació cardassianes hagin marxat. Mentre treballa per reparar l'estació i ajudar el poble bajorà, Sisko descobreix un forat de cuc sense precedents que connecta Bajor amb el distant i inexplorat Quadrant Gamma de la galàxia i els misteriosos éssers incorporis que l'habiten.

## Argument

### Part I
Durant la batalla de Wolf 359, la Flota Estel·lar és atacada per la ment col·lectiva alienígena coneguda com els Borg, que ha assimilat temporalment el capità humà de la Flota Estel·lar Jean-Luc Picard. La batalla és una derrota, i el tinent comandant Benjamin Sisko - oficial executiu de l'U.S.S. Saratoga - ordena a la seva tripulació que abandoni la nau. Corre a través de la nau en ruïnes per trobar el seu fill Jake i la seva dona Jennifer enterrats sota una pila de runes. Salva Jake i intenta rescatar Jennifer, però ella ja és morta, i es veu obligat a deixar-la enrere mentre la nau és destruïda.
Tres anys més tard, el comandant Sisko és assignat al comandament de l'estació espacial Espai Profund 9 en òrbita al voltant del planeta Bajor. Troba l'estació en ruïnes amb molts habitants marxant i la resta lluitant per reconstruir l'estació. Bajor ha aconseguit la independència de l'ocupació cardassiana i ha convidat la Flota Estel·lar a ajudar en la seva recuperació, per a disgust de la major Kira Nerys, la primera oficial bajorana de l'estació. Sisko força el ferengi Quark perquè es quedi a l'estació. Mentrestant, Sisko està considerant dimitir de la Flota Estel·lar. Rep ordres del capità Jean-Luc Picard —ha de preparar Bajor per a la seva pertinença a la Federació Unida de Planetes— i amb prou feines pot contenir la seva hostilitat cap a l'home que culpa de la mort de Jennifer.
Desesperat per unificar un poble bajorà, el govern del qual està a punt de col·lapsar, Sisko visita el líder espiritual bajorà Kai Opaka, que li mostra un orbe que els bajorans creuen que va ser enviat pels seus déus, "els Profetes". Opaka anomena Sisko l'"Emissari" i li diu que està destinat a descobrir la llar dels Profetes, el Temple Celestial. L'oficial científica de Sisko, la tinent Jadzia Dax, determina que l'orbe està connectat a fenòmens misteriosos al proper Cinturó Denorios.
Sisko rep una visita no desitjada de Gul Dukat, l'excomandant cardassià de l'estació; Dukat deixa clar, sense subtilesa, que busca l'orbe que li van donar a Sisko. Buscant investigar el Cinturó Denorios sense que els cardassians el segueixin, Sisko inventa una estratagema que permet al cap de seguretat de l'estació, Odo, desactivar temporalment la nau de guerra de Dukat.

### Part II
Dax i Sisko investiguen el Cinturó Denorios en un runabout, descobrint un forat de cuc que condueix al Quadrant Gamma a l'altre costat de la galàxia. Mentre intenten tornar, Dax és teletransportat de tornada a "Espai Profund 9", mentre Sisko roman al forat de cuc.
Kira, reconeixent el valor del forat de cuc, ordena que l'estació es mogui a la seva boca. Dukat entra al forat de cuc, però el personal de l'estació no pot seguir-lo, ja que el forat de cuc aparentment desapareix després que Dukat hi entri. Arriben naus cardassianes per investigar la desaparició de Dukat, assumint que ha estat assassinat. Sense creure les afirmacions de Kira sobre el forat de cuc, ordenen a Kira que lliuri "DS9" o que sigui destruït. Kira enganya dient que l'estació està fortament armada.
Sisko es troba amb entitats al forat de cuc que no entenen l'existència corpòria i lineal. Quan la nau de Dukat intenta passar-hi, tanquen el forat de cuc, irritats per la presència de formes de vida corpòries. Quan Sisko intenta explicar el temps lineal, les entitats assenyalen que torna contínuament al moment de la mort de Jennifer. Sisko s'adona que està "vivint en el passat" en no superar el seu dolor.

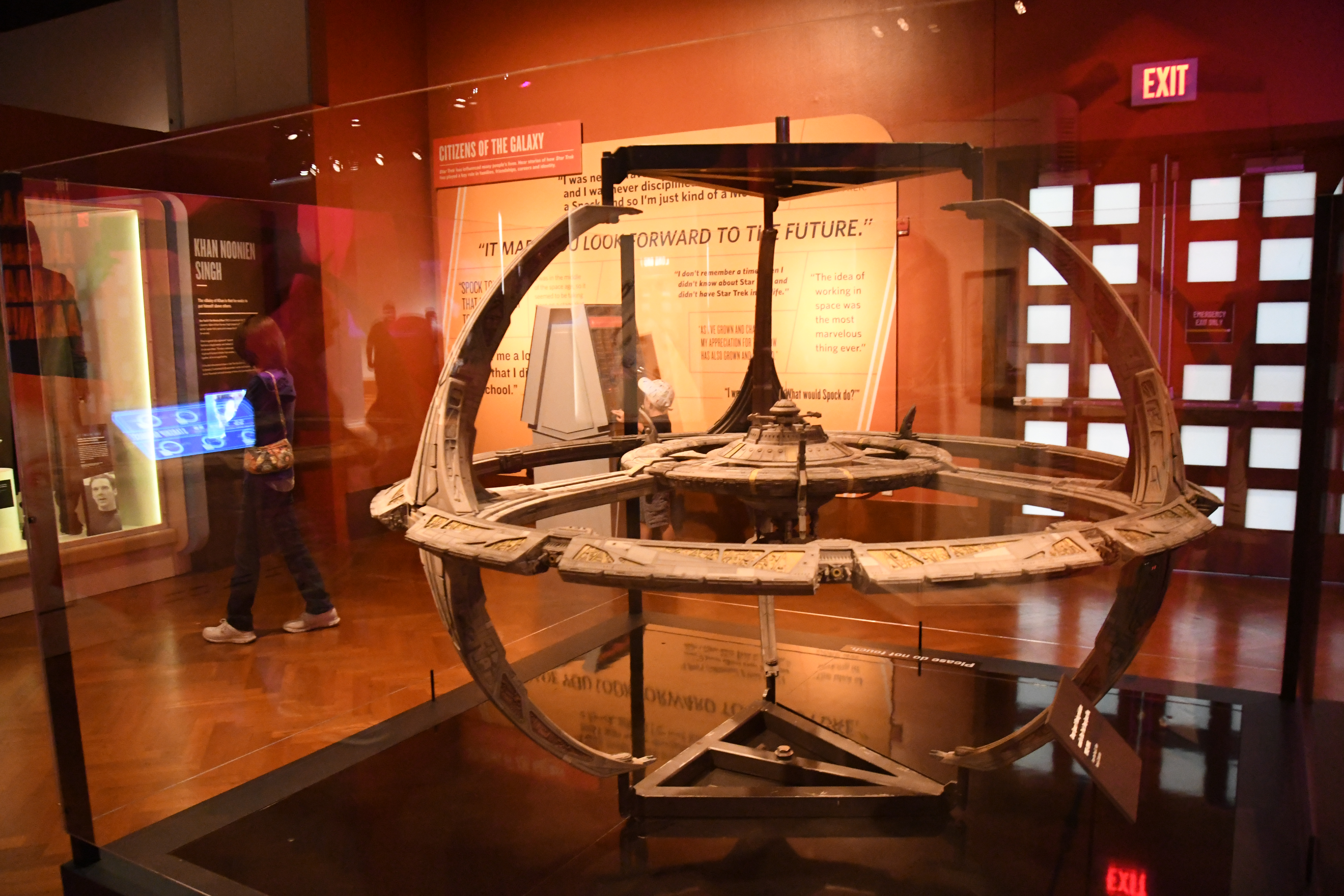
Model de la base Espai Profund 9

Els cardassians ataquen "Espai Profund 9", però mentre Kira es prepara per rendir-se, el forat de cuc s'obre, amb el vehicle de Sisko remolcant la nau de Dukat, i els cardassians aturen el seu atac. Sisko revela que va negociar amb els alienígenes del forat de cuc per permetre que les naus passessin. Més tard, Sisko informa a Picard que té previst quedar-se a la Flota Estel·lar, deixant anar la seva ràbia i fent les paus amb en Picard, que li desitja sort.

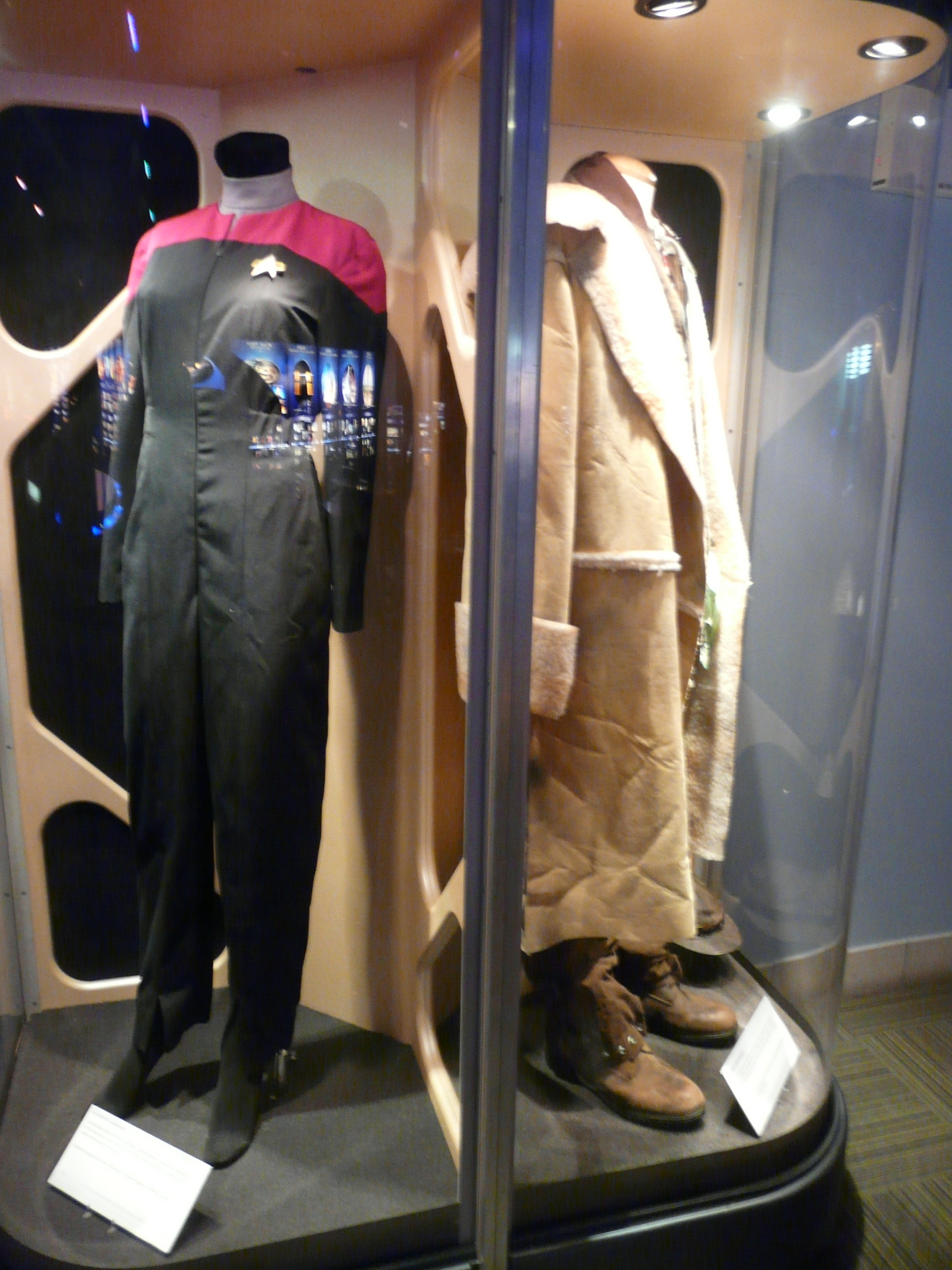
Models d'uniforme de DS9

## Recepció
"Emissary" es va emetre per primera vegada el 4 de gener de 1993. Va rebre una qualificació Nielsen del 18,8 per cent, classificant-se en primer lloc en la seva franja horària i convertint-se en l'episodi amb millor audiència de la temporada. Segons Variety, "Emissary" va ser l'estrena de la sèrie redifosa amb millor audiència de la història fins al moment de la seva emissió. Va aconseguir els primers llocs en diversos mercats televisius en el seu debut.
Tom Bierbaum de Variety va qualificar el guió de barreja, "massa complex i ambiciós a vegades, però generalment admirable en la seva barreja de caracterització hàbil, òpera espacial antiquada i conceptes sofisticats de ciència-ficció".
El 2012, Zack Handlen de The A.V. Club va assenyalar que hi havia diverses diferències significatives en comparació amb les sèries anteriors de Star Trek. Per exemple, va assenyalar que el protagonista principal era un "home enfadat" amb una història tràgica i va elogiar el fet que els personatges principals fossin un "conjunt més dispar" amb punts de vista contradictoris, cap dels quals havia aparegut en entregues anteriors de la franquícia. Handlen va reaccionar positivament als nous personatges, anomenant-los "individus fascinants", tot que es va queixar d'alguns casos de mala actuació i escriptura. No li van agradar les escenes que involucraven els orbes màgics i els extraterrestres de forats de cuc, ja que els trobava innecessaris. Handlen va concloure la seva ressenya dient que, dels pilots de «Star Trek», aquest era «el que tenia més possibilitats» que havia vist.
EL 2013, Keith DeCandido va ressenyar "Emissary" per Tor.com, escrivint que, si bé l'episodi complia el seu propòsit de configurar elements de la sèrie, "com a història, no té gaire vida". Va qualificar els personatges com l'aspecte més atractiu de l'episodi, dient que "és un canvi refrescant tenir personatges amb una mica més d'àcid". Va donar a l'episodi una puntuació de sis sobre deu.
Una guia de marató de sèries del 2015 per a Star Trek: Deep Space Nine de Wired recomanava no saltar-se aquest episodi essencial.
El 2015, Geek.com va recomanar aquest episodi com a "imprescindible" per a la seva guia abreujada de maratons de Star Trek: Deep Space Nine, juntament amb "Past Prologue", "Vortex", "Battle Lines", "Duet" i "In the Hands of the Prophets" de la primera temporada.
El 2016, SyFy va classificar "Emissary" va classificar "Emissary" com el millor dels sis pilots principals de la sèrie de televisió Star Trek.
El 2016, Vox va classificar aquest episodi com un dels 25 episodis essencials de tot "Star Trek" Star Trek.
El 2018, CBR va classificar l'episodi de dues parts "Emissary" com la 19a millor història de diversos episodis de Star Trek en general. The Hollywood Reporter va classificar "Emissary" de Star Trek: Deep Space Nine com la quarta millor presentació de la sèrie. El 2017, Gamespot va classificar aquest com el segon millor episodi pilot d'una sèrie de Star Trek.
El 2018, SyFy va incloure aquest episodi a la seva guia de marató de sèries per a episodis amb Jadzia Dax.
Space.com va  classificar "Emissary" com el setè millor episodi de tota la televisió de Star Trek.
El 2019, ComicBook.com va classificar "Emissary" com el desè millor episodi de Star Trek: Deep Space Nine.
SciFiNow va classificar aquest com un dels deu millors episodis de Star Trek: Deep Space Nine del 2020, descrivint-lo com un "excel·lent pilot" que establia el personatge de Benjamin Sisko com "un home amb un profund sentit del deure i del dolor".

## Reconeixements
"Emissary" va ser nominada a quatre Premis Emmy. Va guanyar en la categoria "Assoliment individual destacat en efectes visuals especials" i també va ser nominat en les categories "Assoliment individual destacat en direcció artística per a una sèrie", "Assoliment individual destacat en edició de so per a una sèrie" i "Assoliment individual destacat en mescla de so per a una sèrie dramàtica". També va rebre nominacions als Emmy a la millor edició de so i mescla de so. El compositor Dennis McCarthy també va guanyar pel seu assoliment individual destacat en la música principal.

## Emissió i streaming
Es va emetre com a pilot de dues hores de durada en sindicació de radiodifusió. En el seu debut, "Emissary" va rebre molta atenció, incloent-hi entrevistes amb el repartiment i el personal de producció i un reportatge a Entertainment Tonight.
La versió de dues hores de durada de l'episodi té un codi de producció 721. També es pot emetre com a dos episodis d'aproximadament 45 minuts, amb els codis de producció 401 i 402. La versió de dues hores de durada es va estrenar com a pel·lícula per a televisió, i en emissions posteriors es va separar en "Emissary, Part I" i "Emissary, Part II".
En el llançament del servei de streaming Paramount+, el 4 de març de 2021, es va presentar una marató gratuïta de Star Trek, amb els pilots de les diverses sèries de televisió Star Trek, inclosa "Emissary". La marató va començar a les 7 del matí PT/10 del matí ET i es va  transmetre en directe a la plataforma de vídeo d'Internet YouTube aquell dia, i "Emissary" fou emès a les 9:59 del matí PT / 12:59 del migdia ET.

## Llançaments en vídeo domèstic
El primer llançament de vídeo domèstic de l'episodi va ser en casset VHS als Estats Units el 10 de setembre de 1996. Va formar part del llançament inicial de cassets per part de Paramount Home Video que va veure els primers sis episodis publicats i estava en un casset d'un sol episodi. Es va publicar en DVD com a part de la caixa de la primera temporada el 3 de juny de 2003.
Aquest episodi es va publicar el 2017 en DVD amb la caixa completa de la sèrie, que tenia 176 episodis en 48 discs.
"Emissary" parts I i II es van publicar el 24 de setembre de 1996 en LaserDisc als Estats Units. Publicat per Paramount Home Video, el disc òptic de doble cara de 12 polzades tenia una durada de 87 minuts.
El 8 de febrer de 1997, aquest episodi es va publicar a LaserDisc al Japó com a part del conjunt de mitja temporada 1st Season Vol. 1. Aquest incloïa episodis des d'"Emissary" fins a "Move Along Home" amb pistes d'àudio en anglès i japonès.
"Emissary" es va publicar en format LaserDisc PAL al Regne Unit com a part de la col·lecció The Pilots, l'abril de 1996. Això incloïa la versió en color de "La gàbia", "On no ha anat mai cap home", "Trobada a Farpoint", "Emissary" i "El Guardià", amb una durada total de 379 minuts.